# 岸裡社

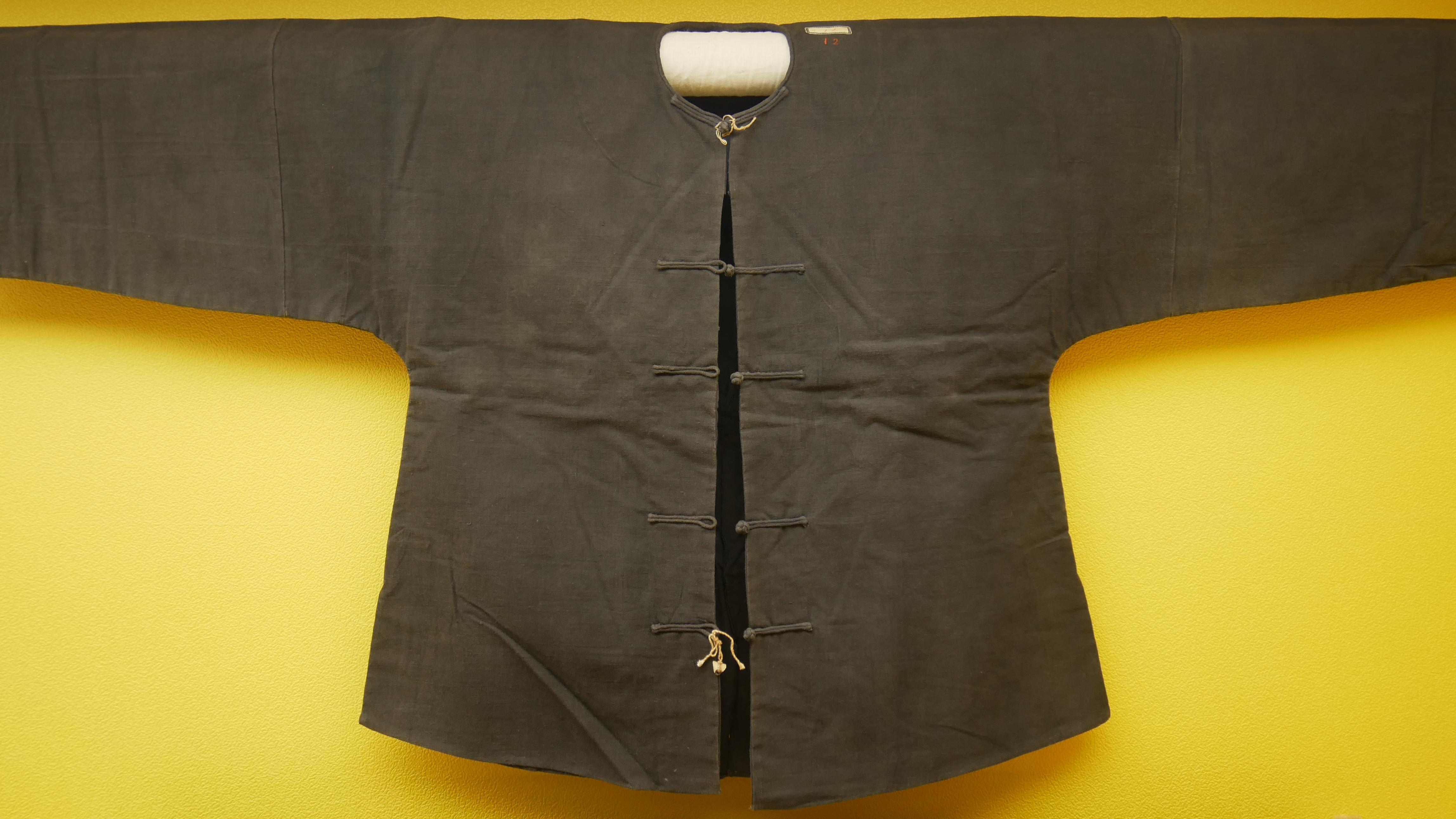
岸裡社潘春文長袖上衣（國立臺灣博物館藏）

岸裡社（台灣古地名專家翁佳音認為是），為18世紀臺灣平埔族的巴宰族當中，人數與勢力最大的群落，社址在今臺中市神岡區。
史獻記載，當時臺灣十萬人口中，該社（歸化之巴則海族）就佔有428戶共3368口，而活動範圍最廣時，曾擴展到今日臺中市西屯區、北屯區、大雅區、神岡區、潭子區、豐原區、石岡區、新社區、東勢區、后里區以及苗栗縣三義鄉、銅鑼鄉與卓蘭鎮等地區。日後，仍有學者稱這範圍為岸裡地域。
會達到如此大勢力範圍，起因於1699年該社幫助清官府平定吞霄社事變。而巴則海族更因岸裡社的漢化與推展，成為當時擁有大量土地的地主。知名人士有潘敦仔。
岸裡社雖坐擁大片的青埔林地，卻少參予土地的拓墾，其原因除了漢人移民大量進入該岸裡地域外，也因清官府賦予該社太多勞役與公差。加上漢人文化強勢入侵，讓岸裡社人數迅速萎縮。到了1893年時，自我認知為巴則海族人只剩下300戶，1611人，而其中只有不到4分之1為岸裡社。而到了20世紀中已經全部漢化，保有原本文化岸裡社的巴則海族或平埔族已幾近為零。但當時岸裡社頭目潘家在今臺中市神岡區岸裡里尚有岸裡潘家古厝。

## 相關作品
中文小說
- 《敦仔腳下大肚山夕暮》，徐毅振著，台灣，晨星出版，2022。